# Ethiopische wolf
De Ethiopische wolf of Abessijnse wolf (Canis simensis) is de meest bedreigde hondachtige. Hij komt enkel voor in de alpiene gras- en heidegebieden van Ethiopië. Lange tijd werd gedacht dat de Ethiopische wolf verwant was aan de jakhalzen, die ook in Afrika voorkomen, maar nu wordt aangenomen dat de soort het nauwst verwant is aan de wolf.

## Beschrijving
De Ethiopische wolf heeft een rode vacht met een witte kin, borst en onderzijde. De snuit en poten zijn in vergelijking met andere leden van het geslacht Canis lang. Hierdoor heeft het dier wat weg van de vos. De oren zijn breed en driehoekig.
Ethiopische wolven worden 84 tot 100 centimeter lang, 53 tot 62 centimeter hoog en 11 tot 20 kilogram zwaar. De staart wordt 27 tot 40 centimeter lang. Mannetjes worden gemiddeld zo'n 20% groter dan vrouwtjes.

## Ondersoorten
Er zijn twee ondersoorten:
- Canis simensis simensis; komt in het noordwesten van de Riftvallei voor, de neusbeentjes zijn korter dan die van de zuidelijke ondersoort.
- Canis simensis citernii; komt in het zuidoosten van de Riftvallei voor, zijn vacht is roder dan die van de noordelijkere ondersoort.

## Verspreiding
De Ethiopische wolf komt enkel voor in afroalpiene graslanden gelegen in de hooglanden van Ethiopië, tussen de 3000 en 4500 meter hoogte, boven de boomgrens. Zo'n 15.000 jaar geleden was Afrika koeler, en strekten deze heidegebieden zich uit over een groter gebied.

## Gedrag

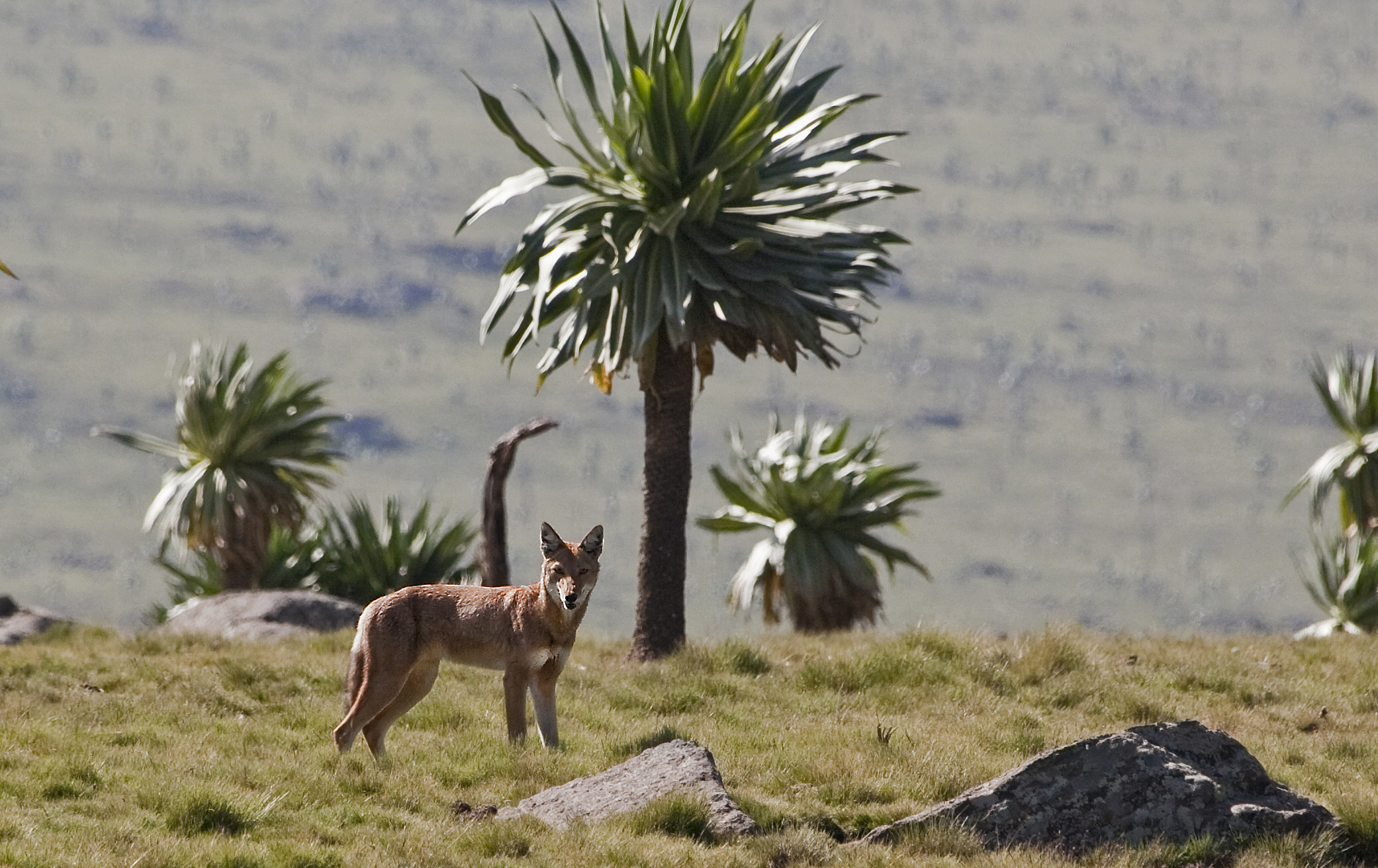
In het Simiengebergte in Ethiopië

De Ethiopische wolf jaagt voornamelijk op de reuzenmolrat (Tachyoryctes macrocephalus) en andere knaagdieren, waaronder de grasratten (Arvicanthis). Soms vallen ook andere dieren ten prooi, bijvoorbeeld klipdassen, Ethiopische hooglandhaas (Lepus starcki) en de kalveren van bergnyala en bergrietbok. Deze dieren worden vaak in groepen gevangen, jagen op knaagdieren doen ze meestal alleen.
De Ethiopische wolf is een dagdier, dat in roedels van drie tot dertien dieren leeft, bestaande uit één dominant paartje, twee tot zeven verwante volwassen mannetjes, één of twee ondergeschikte, volwassen vrouwtjes, de welpjes, de jongen uit de vorige worp.
De dieren zijn territoriaal en verdedigen het territorium tegen indringers, aangezien goede jachtgrond schaars is. Bij confrontaties tussen verschillende roedels vlucht meestal de kleinere roedel weg, waardoor de grotere roedel zijn territorium kan uitbreiden. Alhoewel de territoria relatief klein zijn (gemiddeld 6,4 km² in optimaal leefgebied), is de hoeveelheid molratten binnen een gebied groot genoeg om een groep te kunnen voeden.
De paartijd valt aan het einde van het regenseizoen. Behalve dat het dominante vrouwtje paart met het dominante mannetje, zal zij zich ook begeven richting de grenzen van het territorium, waar ze zich laat dekken door mannetjes van een andere roedel. In feite vindt 70% van alle dekkingen plaats met mannetjes uit een andere roedel. Ondergeschikte vrouwtjes planten zich slechts zelden voort.
Het dominante vrouwtje werpt tussen oktober en december, na een draagtijd van 60 tot 62 dagen, 2 tot 6 jongen. De overige roedelleden helpen mee met de zorg voor de jongen, en brengen voedsel naar het nest totdat ze 6 maanden oud zijn. Ondergeschikte vrouwtjes helpen mee met het zogen.
Mannetjes blijven hun hele leven in de roedel, vrouwtjes verlaten de roedel na een jaar of twee. Ze gaan dan een zwervend bestaan aan in het niemandsland tussen verscheidene territoria.

## Bedreiging
Door hun gespecialiseerde dieet is de Ethiopische wolf nooit algemeen geweest. Tegenwoordig is hun leefgebied versnipperd geraakt doordat heidegronden zijn omgevormd tot landbouwgebieden. Ook komen de dieren vaker in contact met huishonden, met hybrides en besmetting met hondenziekten als hondsdolheid als gevolg. Om verdere achteruitgang tegen te gaan worden honden gesteriliseerd en worden zowel de honden als de wolven ingeënt tegen hondsdolheid. Ook zijn er nationale parken gesticht. Tegenwoordig zijn er waarschijnlijk iets meer dan 200 volwassen wolven. De grootste populatie komt voor in Bale Mountains National Park.

## Relatie tot de mens

### Cultureel belang
In tegenstelling tot de grijze wolf, werd de Ethiopische wolf nauwelijks opgenomen in de lokale folklore of tradities. Toch werd de soort tot in de dertiende eeuw vermeld in de Ethiopische literatuur. Vandaag de dag is de Ethiopische wolf een nationaal symbool en werd de soort gebruikt in twee nationale postzegelseries. Traditioneel gezien werd deze soort weinig gebruikt, maar zijn lever zou als helend gezien worden in het noorden van het land. Ethiopische wolven worden niet gedood om hun vacht. Toch kwam dit eenmalig voor in Wollo, waar de vacht werd gebruikt als een zadeldoek.

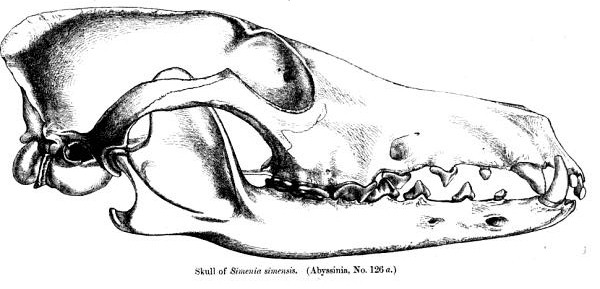
De schedel van een Ethiopische wolf. Let op de ruimtes tussen de tanden, aangepast om knaagdieren te vangen.